# Downsizing
Downsizing (Una vida a lo grande en España y Pequeña gran vida en Hispanoamérica) es una película estadounidense de ciencia ficción, drama y comedia de 2017, escrita y dirigida por Alexander Payne y coescrita por Jim Taylor. Tiene como protagonistas a Matt Damon, Hong Chau, Kristen Wiig, Christoph Waltz, Neil Patrick Harris y Jason Sudeikis. El rodaje comenzó el 1 de abril de 2016 en Ontario, Canadá, y fue estrenada por Paramount Pictures el 22 de diciembre de 2017.

## Argumento
En busca de una manera de resolver los efectos de la sobrepoblación y el calentamiento global, el doctor Jørgen Asbjørnsen (Rolf Lassgård) inventa la «reducción de personas», un proceso irreversible para encoger a las personas a una altura de 13 centímetros. Tiempo después, Jørgen, su esposa y una comunidad de voluntarios se convierten en los primeros humanos reducidos para demostrar al mundo la seguridad y los beneficios de su invento. Paul (Matt Damon) y Audrey Safranek (Kristen Wiig), una pareja casada en Omaha con problemas financieros, conocen a Dave (Jason Sudeikis) y Carol Johnson (Maribeth Monroe), quienes han sido reducidos. Los científicos defienden que este invento reducirá el impacto medioambiental, pero Dave sostiene que sus beneficios se extienden mucho más allá y mejoran la vida a través del aumento en el valor de su dinero.
Al explorar las posibilidades de la reducción y después de asistir a una presentación en la que un matrimonio ya empequeñecido (Neil Patrick Harris y Laura Dern) presume la situación económica tan acomodada en la que viven desde que aceptaron la reducción, Paul y Audrey aceptan someterse al proceso y mudarse a Leisureland, Nuevo México, una de las comunidades más populares para las personas pequeñas. Inmediatamente después de reducirse, Paul recibe una llamada de Audrey, en la que ella le confiesa que no pudo continuar con el procedimiento y, al optar por no participar en el último minuto, lo abandona.
Un año después, Paul finaliza el divorcio con Audrey y se instala en su nueva mansión que originalmente iban a compartir. Aunque Paul había anticipado una vida relativamente tranquila, el divorcio lo dejó sin la participación de Audrey en sus activos. Además, la participación de Paul en los activos se redujo aún más debido a su divorcio. Paul, cuya licencia de terapeuta ocupacional había caducado y se enfrentó a un proceso de recertificación debido a que Leisureland se encontraba en otro estado, ahora trabaja como representante de servicio al cliente para Lands’ End. Mientras asiste a una fiesta de cumpleaños, Paul conversa con Dave y dice que lamenta su decisión de reducir de tamaño. Poco después, Paul rompe con la novia que conoció en esa sociedad y asiste a una fiesta organizada por Dušan Mirkovic (Christoph Waltz), su vecino del piso de arriba.
A la mañana siguiente, Paul se da cuenta de que una de las empleadas de limpieza en casa de Dušan es Ngoc Lan Tran (Hong Chau), una activista política vietnamita que fue encarcelada y reducida en contra de su voluntad. Ngoc Lan fue la única superviviente de un intento de tráfico de personas a los Estados Unidos en una caja de televisor y le amputaron una pierna a su llegada. Tratando de ayudar a Ngoc Lan con su prótesis, Paul llega a su casa en los barrios bajos fuera de los muros de Leisureland. Después de ayudar infructuosamente a la amiga moribunda de Ngoc Lan, Paul intenta reparar la prótesis de pierna de Ngoc Lan, pero solo logra romperla y dejarla incapaz de trabajar. A cambio, Paul trabaja para el servicio de limpieza de Ngoc Lan, donde también ayuda a recolectar alimentos de la ciudad que Ngoc Lan distribuye por los barrios marginales, en donde viven una gran población hispanohablante que tiene, prácticamente como única diversión, una pantalla enorme que proyecta películas mexicanas (una de Cantinflas, por ejemplo). Al enterarse de que Paul perdió su trabajo y que ahora trabaja para Ngoc Lan Tran, Dušan se burla de Paul y luego intenta liberarlo de su obligación invitándolo a que vaya con él a Noruega, el sitio de la primera pequeña comunidad, con su amigo Joris Konrad (Udo Kier), para cobrar una deuda. Al informarle a Ngoc Lan que se irá y regresará en varias semanas, ella también desea acompañarlo. Ngoc Lan había recibido atención internacional después de su llegada a los Estados Unidos, incluida la correspondencia personal con el doctor Asbjørnsen, quien la había invitado previamente a Noruega para expresar su pesar por el abuso de su procedimiento. Ngoc Lan se conmueve y llora al saber que conocerá en persona al doctor Asbjørnsen.
Mientras viaja en el yate del amigo de Dušan por los fiordos, Ngoc Lan Tran se encuentra con el doctor Asbjørnsen y con su esposa (Ingjerd Egeberg), quienes anuncian que las emisiones de metano en el Ártico ya no se pueden detener y provocarán muy pronto la extinción de la humanidad. Al saber que ya queda poco tiempo, Ngoc Lan Tran y Paul descubren que se tienen el uno al otro. Al llegar a la primera colonia, se enteran de que Asbjørnsen construyó un silo autosuficiente cerca para preservar a la humanidad. Paul está emocionado con el silo, pero Ngoc Lan rechaza la idea, recordándole que los necesitan en Leisureland. Esa noche, Paul entra con los demás colonos al silo, pero en el último instante se arrepiente y regresa para reunirse con Ngoc Lan. Una vez más, Dušan se burla de Paul. La entrada queda cerrada con una explosión deliberada, con lo que queda bloqueado el paso durante los próximos siglos. Finalmente, Paul y Ngoc Lan regresan a Leisureland para seguir ayudando a los más necesitados.

## Reparto
- Matt Damon como Paul Safranek.
- Christoph Waltz[1] como Dusan Mirkovic, el nuevo vecino fiestero de Paul.
- Hong Chau[1] como Ngoc Lan Tran, activista vietnamita que fue reducida de tamaño en contra de su voluntad.
- Kristen Wiig[2] como Audrey Safranek, esposa de Paul.
- Rolf Lassgård[3] como el doctor Jorgen Asbjørnsen, inventor del proceso de empequeñecimiento.
- Udo Kier como Joris Konrad, amigo de Dusan.
- Neil Patrick Harris
- Jason Sudeikis
- Laura Dern
- Margo Martindale
- Maribeth Monroe
- Kerri Kenney como Kristen Swanson.
- Niecy Nash
- Donna Lynne Champlin
- Joaquim de Almeida como el doctor Oswaldo Pereira
- Rune Temte como Tergehl.

## Producción

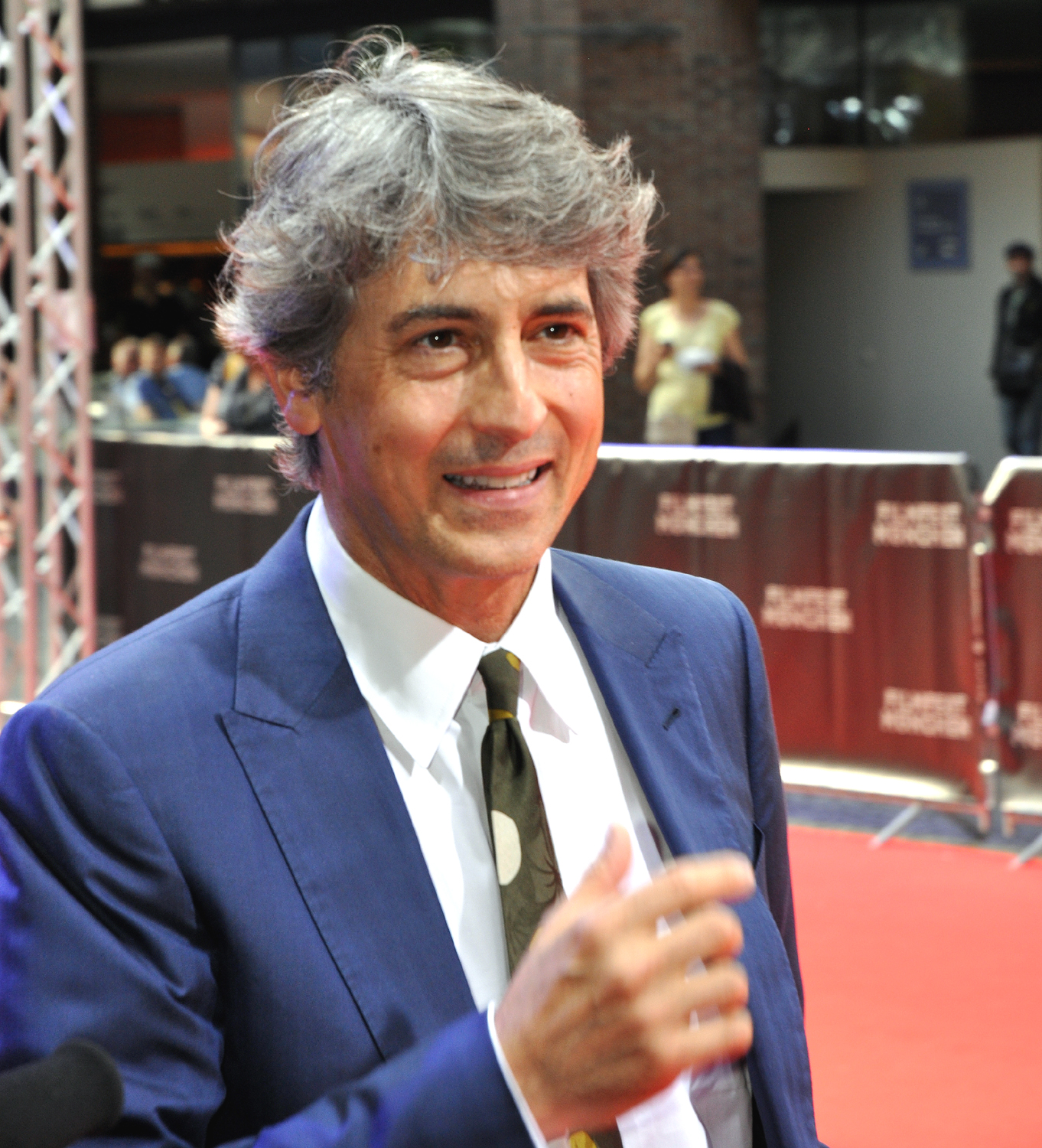
Alexander Payne

Durante el intervalo de siete años entre los lanzamientos de las películas Sideways (2004) y Los descendientes (2011), Alexander Payne y Jim Taylor pasaron dos años y medio en el guion de Downsizing, que originalmente debía haber sido la siguiente película del director después de Sideways. Sin embargo, el proyecto fue reemplazado por las producciones de Los descendientes y Nebraska (2013). El 5 de noviembre de 2014, se anunció oficialmente que Downsizing sería la próxima película de Payne después de Nebraska. Originalmente, 20th Century Fox iba a distribuir la película hasta el 2 de octubre de 2015, cuando se anunció que Paramount Pictures había adquirido derechos de distribución. El 8 de enero de 2015, se anunció que Annapurna Pictures financiaría y produciría la película. La empresa de producción de Payne, Ad Hominem Enterprises, también participó en la producción de la cinta. Payne y Mark Johnson producirían la película, cuyo guion fue coescrito por Payne y Jim Taylor.

### Reparto
Reese Witherspoon se unió al proyecto en 2009, cuando Paul Giamatti y Sacha Baron Cohen fueron originalmente elegidos para protagonizar la película. El 5 de noviembre de 2014, Matt Damon fue anunciado oficialmente como parte del proyecto. El 7 de enero de 2015, se confirmó que Witherspoon seguía participando en el proyecto, marcando su regreso en colaboración con Payne después de trabajar juntos en la cinta Election (1999). El 8 de enero del mismo año, se anunció que Alec Baldwin, Neil Patrick Harris y Jason Sudeikis se habían unido al reparto, aunque Baldwin luego se retiró. El 10 de marzo de 2016, Christoph Waltz y Hong Chau se unieron a la película. El 29 de marzo de 2016, se anunció que Kristen Wiig había sustituido a Witherspoon en el papel principal femenino. En agosto de 2016, se anunció que Margo Martindale había sido elegida para un pequeño papel.

### Rodaje
El rodaje de la película comenzó el 1 de abril de 2016 en Toronto (Ontario, provincia de Canadá), en la Universidad de York. La filmación también se llevó a cabo en Omaha (Nebraska), Los Ángeles (California) y Noruega.

## Estreno
Downsizing fue estrenada el 22 de diciembre de 2017, a través de Paramount Pictures.